# 大鱼海棠
《大鱼海棠》（英語：Big Fish & Begonia）是一部由彼岸天文化制作，梁旋、张春导演，梁旋编剧的动画电影。电影取材于《庄子·逍遥游》、《山海经》、《搜神记》等中国古书，并融合了「女娲补天」等中国上古神话元素。2016年7月8日于中国大陆上映。根据制片方官网的宣传，该片意在讲述一个「属于中国人的奇幻故事」。

## 故事的世界觀
在古代，所有活着的人類都是海里一條巨大的魚；他們的生命就像橫越大海，有時相遇，有時分開。他們出生的時候從海的此岸出發。當他們的生命結束時便到岸去各自不同的世界。四十五億年前的世界只有一片汪洋大海和一羣古老的大魚。在與人類世界平行的空間裏，生活着名叫「神之围楼」的世界、卻既不是神也不是人類、但是會遵守秩序為神工作掌管世界萬物運行規律也掌管人類的靈魂的族羣——“其他人”，他們的天空與人類世界的大海相連。儘管“其他人”的職責與人類密切相關卻討厭人類，因為“其他人”認為人類是低等、不守規矩的生物，因此他們嚴格要求每一個家族成員決不能與人類產生糾葛。 “其他人”的世界的時間比人類世界要慢得多，七天等於人類世界的一年，七天是一個四季的輪迴。他們有三百年的壽命，他們的生命結束時會變成天上的一顆星星，對於他們來說，生命的終結就是永生之門。

## 故事簡介
從前，一個來自「神之围楼」的海洋世界的“其他人”的少女在十六歲的成年禮當天变作海豚到人间巡礼七天直至最後期限內返回「神之围楼」，但她在返回去時被一张漁网給困住，儘管一个人类少年救下化作海豚的少女卻讓沉落深海不幸身亡。當少女為了報恩特地秘密地饲养人类少年的灵魂（一条拇指大的鱼），她在跟她同樣為“其他人”的好友的幫助下，讓人类少年的灵魂不斷成長成比鯨更巨大甚至是連江河也不能容住的鲲回归大海中获得重生。但是這個過程漸漸却不断地违背「神」的世界规律，進而引发許多的灾难，並歷經「神之围楼」的神明與人民的反對，讓少女展開攸關她好友與人类少年的灵魂自身的命運的鬥爭，走向殘酷的試煉、考驗及命運。

## 故事情节
在古代的世界中，在一個來自「神之围楼」的海洋世界里居住着的一羣“其他人”，他們是執掌着世間萬物的神。根據「神之围楼」的成年禮傳統儀式，每一個滿16歲的族人都要变作海豚去往人間巡遊七天直至最後期限內返回「神之围楼」，他們在這期間不能與人類世界的人類有著任何一絲的接觸，這個過程也被視為他們成年的考驗。
椿是一位居住在名叫「神之围楼」的海洋世界、能夠控制植物生長的的少女，她與好友湫是青梅竹馬的關係，椿在十六歲的成年禮的當天化為海豚來到人间巡礼七天直至最後期限內返回「神之围楼」，但她在返回去時被一张漁网給困住，所幸被一个名叫鯤的人类少年所救，卻讓鯤因此沉落深海不幸身亡。椿無法面對鯤為救自己而犧牲性命的事感到很愧疚，她為了讓鯤重新復活特地去找掌管好人的靈魂化為的魚的「如升樓」的管理者靈婆尋求方法，靈婆告訴她要在她所居住的世界裏秘密照看“鯤”幻化為小魚的靈魂，讓他成長為一條巨大的魚迴歸到大海里使其得到自由。但是椿必須用她一半的壽命做為交換。於是椿付出用她一半的壽命並在湫的幫助下，讓鯤的灵魂不斷成長至江河也不能容住的鲲，但是椿甘冒天譴養大鯤卻給族人招來災難，家園瞬間被倒灌的海水給毀壞，儘管湫一直幫助着椿強行開啟海天之門卻因法力不足導致海水倒灌，神界塗炭。最終椿為了彌補自己的過失犧牲她所有的法力來挽救族人，並且使鯤回归大海中获得重生。而湫決定用自己的生命來換取“椿”的性命使她跟著鯤到人間，成為靈婆的繼承者。

## 主要角色
| 角色     | 介绍 | 配音演员                                                    |
| -------- | --- | ----------------------------------------------------------- |
| 椿       | 身高:160 cm 年齡：16 掌管海棠花的少女，在成人禮上來到人間歷練。性格堅強執着，外表有些冷漠嚴肅，但是內心非常細膩。對人類世界充滿好奇，為了報答與彌補為了解救她而犧牲自己的鲲，以一半壽命為代價讓鯤復活。最後在湫的幫助下和鯤一起來到人類世界。                                                      | 季冠霖/潘淑蘭﹙老年﹚﹙中文﹚ 邓丽欣/鲍起静﹙老年﹚﹙粤语﹚ |
| 湫       | 身高：165 cm 年齡：17 自懂事時失去父母由祖母來抚養。和椿是青梅竹馬。掌管秋風，因缺少管束變得天不怕地不怕，但在內心深處擔憂椿受苦。在知道椿為了報答與彌補為了解救她而犧牲自己的鲲並給予幫助，在故事的最後以自己的生命來換取讓椿跟著鲲去到人類世界，之後成為靈婆的繼承人。                           | 苏尚卿﹙中文﹚ 洪卓立﹙粤语﹚                               |
| 鲲       | 身高：170 cm 年齡：20 人類少年，為了解救椿而犧牲自己，靈魂化為一條魚，由椿養大成大魚後回到人類世界。後來和椿在人間重逢。 | 许魏洲﹙普通话﹚ 吳業坤﹙粤语﹚                             |
| 靈婆     | 如升樓的獨居者，掌管好人的靈魂化為的魚。魚頭人身，大耳垂於雙肩、單眼位於白色面部中間，紅色且厚重的嘴巴位於面部下方，戴有土黃色的魚形帽子，下身穿有一件長袍，衣服上部有一紅色圓形圖案，養有許多貓來陪伴自己。經常在私下做很多“非法”的交易。最後將湫的靈魂帶到自己的住所，並將他復活做自己的繼承人。 | 金士杰﹙中文﹚ 劉青雲﹙粤语﹚                               |
| 鲲妹     | 鲲的妹妹。 | 九兒                                                        |
| 鼠婆     | 因违天规的緣故被贬下界，掌管人类恶灵化为的老鼠、神秘又醜陋的老婆子。一副長者的面孔，面部有許多皺紋，雙眼微睜、細長的眉毛、白色的臉部上飾有紅色的小圓圈，頭髮間插有一朵紅花，肩膀上有一隻小老鼠幫自己撐着一把傘，玩世不恭成天和老鼠呆在一起，喜歡調戲著帥哥。                                       | 杨婷                                                        |
| 丿       | 椿的爷爷，掌管百草仙丹。醫術相當高明，儘管一生救人無數，却無法拯救自己的伴侶凤凰。后来幫助椿救被雙頭蛇毒傷的湫犧牲自己，去世後化身为巨大海棠樹陪伴著椿。也是唯一知道並支持椿讓鲲復活的人 | 王德顺                                                      |
| 凤凰     | 椿的奶奶，丿的妻子，生前掌管百鳥，去世後化為鳳凰陪伴丿和椿。 |                                                             |
| 珮       | 掌管水的水族首的長老，湫的祖母。能夠掌管通往人類海洋世界的海天之門的老婦人，儘管身體不是很好卻疼愛孫子湫。能夠召喚出黑龍將天空撕開一道裂縫，連通人類世界和“神之圍樓”的世界。成人禮的主持者。 | 潘淑蘭                                                      |
| 凤       | 椿的母親，木族长老之一，掌管春日海棠花木生长。希望女兒椿能夠獨當一面 | 张媛媛                                                      |
| 樹       | 椿的父親，鳳的丈夫。 | 薛立方                                                      |
| 后土     | 掌管大地。 | 王德順                                                      |
| 鹿神     | 敖岸山的鹿神。 | 姜广涛                                                      |
| 赤松子   | 掌管雨，與祝融為一對。 | 张杰                                                        |
| 祝融     | 掌管火，與赤松子為一對。可控火，為人雖暴躁，但是特別關心朋友，曾經狠心攻擊鯤，後來為了救人把自己的力量分給赤松子。 | 马正阳                                                      |
| 句芒     | 掌管春天树木的发芽生长春神，在古代的民間是一個十分重要的神靈，每年百姓在春天要舉行的祭祀中絕對少不了關於句芒相關祭祀禮儀。 | 宝木中阳                                                    |
| 胤母     | 胤的母親，掌管雲朵。 |                                                             |
| 胤       | 胤母之子。 | 鄭海音                                                      |
| 害怕之神 | |                                                             |
| 蓐收     | |                                                             |
| 嫘祖     | 编织能手。 | 刘校妤                                                      |
| 蛇主     | |                                                             |
| 廷牧     | 在成人礼上来到人間歷練的其中一人。 | 程宇                                                        |
| 廷牧媽媽 | 廷牧的母親 | 黃蕾                                                        |
| 廷牧奶奶 | 廷牧的祖母 | 陳坤                                                        |
| 廷牧妹妹 | 廷牧的妹妹 | 馮欣然                                                      |
| 圈圈     | 圈圈一家。 |                                                             |
| 毛人     | 毛人怪一家。 | 周玉廣                                                      |
| 喇嘛鳥   | 喇嘛鳥一家。 |                                                             |
| 鹿神     | 賣酒的人。 | 姜廣濤                                                      |
| 白澤     | 椿一家所飼養的貓，傳説中崑崙山上著名的神獸。它渾身雪白，有翼，能説人話，通萬物之情。它知道天下所有鬼怪的名字、形貌和驅除的方術，傳説是鍾馗的坐騎，所以從很早開始，就被當做驅鬼的神和祥瑞來供奉。                                                                                                   |                                                             |
| 貔貅     | |                                                             |
| 雎鳩     | |                                                             |
| 三手     | |                                                             |
| 帝江     | |                                                             |

## 制作

### 初始构思
2004年梁旋等人制作了一个flash短片，是《大鱼海棠》动画电影的雏形，该短片获得英特尔·2004年度中国数字盛典DIGGID大奖。之後张春和梁旋两位主创决定要把这个故事做成一个动画电影，并于2005年成立了「B&T」即彼岸天工作室。2007年，影片场景原型确定，2008年大鱼海棠项目启动，并于同年发布了十几分钟的短片。但由于当时中国的动画电影大部分都是亏损状态，没有人愿意投资这部动画电影，项目搁置。

### 项目重启
2013年6月《大鱼海棠》的剧本完成，资金的瓶颈让彼岸天为《大鱼海棠》发起众筹，共筹集1,582,650元人民币的资金。2013年11月，光线传媒投资《大鱼海棠》，才使得此项目重启。2014年7月完成了全篇的配乐小样（音乐部分的负责人为吉田洁）。2015年11月，画面部分制作完成。2016年4月18日，首支官方预告片发布，并宣布上映日期为2016年7月8日。

## 音樂

### 主題曲
主題曲「在這個世界相遇」
作詞：田曉鵬，作曲：竇鵬，主唱：陳奕迅
片尾曲「湫兮如風」
作詞：梁旋，作曲、編曲：吉田潔，主唱：徐佳瑩
印象曲「大魚」
作詞：尹約，作曲、編曲：钱雷，主唱：周深

### 电影原声
电影《大鱼海棠》原声音乐部分邀请了日本音乐家吉田洁用时2年完成，并于2016年8月2日在网络上以数字音乐形式公开发售，定价20元人民币。
| 大魚海棠電影原聲音樂大碟 | 大魚海棠電影原聲音樂大碟                       | 大魚海棠電影原聲音樂大碟 |
| 曲序                     | 曲目                                           | 时长                     |
| ------------------------ | ---------------------------------------------- | ------------------------ |
| 1.                       | 椿的夢 序曲（Opening）                         | 3:28                     |
| 2.                       | 騰霧奔霄（Horse Riding, Before Ceremony）      | 1:20                     |
| 3.                       | 成年禮（Ceremony）                             | 2:32                     |
| 4.                       | 海天之門（Ceremony Climax）                    | 0:53                     |
| 5.                       | 美麗的人類世界（Encounter Human World）        | 1:40                     |
| 6.                       | 陽光少年（Vigor Kun）                          | 1:38                     |
| 7.                       | 暴風雨的第七日（Chun's Crisis）                | 0:57                     |
| 8.                       | 不被信任的少年（Kun's Accident）               | 1:33                     |
| 9.                       | 少年之死（Kun's Death）                        | 1:19                     |
| 10.                      | 爺爺的啟示（Old Man's Enlightenment）          | 1:10                     |
| 11.                      | 醒來（Chun's Awakening）                       | 2:18                     |
| 12.                      | 椿的決心（Chun's Decision）                    | 1:02                     |
| 13.                      | 三手擺渡者（Coming Boat）                      | 0:37                     |
| 14.                      | 去往如升樓（To Soul Madam's Palace）           | 1:07                     |
| 15.                      | 椿與靈婆的交易（Deal With Soul Madam）         | 4:46                     |
| 16.                      | 老年椿之夢（Godmother Chun's Dream）           | 2:17                     |
| 17.                      | 在毛毛細雨中飛翔（Chun & Kun's Pleasure Time） | 0:59                     |
| 18.                      | 鯤在長大（Kun's Growing Process）              | 0:20                     |
| 19.                      | 鼠婆子（Rat Madam's Appearance）               | 0:36                     |
| 20.                      | 鼠婆之舞（Rat Madam's Dance）                  | 0:39                     |
| 21.                      | 雙頭蛇（Fight Against Big Snake）              | 0:58                     |
| 22.                      | 爺爺的黃昏（Dying Old Man）                    | 0:25                     |
| 23.                      | 爺爺告別的話（Old Man's Last Words）           | 2:23                     |
| 24.                      | 生長的海棠樹（Growing Crabapple Tree）         | 1:17                     |
| 25.                      | 背著椿鯤的湫（Qiu Carry Chun & Kun）           | 1:22                     |
| 26.                      | 椿之夢（Chun's Dream）                         | 3:07                     |
| 27.                      | 湫與靈婆的交易（Qiu Deals With Soul Madam）    | 2:36                     |
| 28.                      | 湫之悲（Qiu's Distress）                       | 5:21                     |
| 29.                      | 無畏的湫（Brave Qiu）                          | 1:54                     |
| 30.                      | 逍遙游（Drifting Chun & Kun）                  | 2:12                     |
| 31.                      | 逃離（Escaping Chun & Kun）                    | 3:00                     |
| 32.                      | 巨海棠（Chun's Destress And Big Crabapple）    | 5:06                     |
| 33.                      | 無家可歸的鯤（Wandering Kun）                  | 1:15                     |
| 34.                      | 重生（Rebirth）                                | 1:32                     |
| 35.                      | 遙遠的旅途（Great Journey）                    | 7:27                     |
| 36.                      | 最後的離別（Last Separation）                  | 3:46                     |
| 37.                      | 生（Birth）                                    | 5:16                     |
| 38.                      | 湫之重生（Qiu's Rebirth）                      | 4:50                     |

## 发行
除了在中国大陆各大戲院上映以及透過各种數位和媒介方式发行之外，《大鱼海棠》也在2018年透過Netflix、Amazon以及苹果itunes在全球发行了數位版。
2019年初，这部电影由Münchner Studio Scalamedia GmbH翻译成了德语并进行配音，在2019年2月3日于德国戲院上映，并在2019年5月在德国发行了DVD和Blue-Ray的德语实体版，在德国的分级是6岁以上，最好12岁以上才可以观看。先前，这部电影还在韩国、美国、英国等国家上映过。

## 反响
中国大陆首周3天取得2.24亿人民币，创造了国产动画电影新的首日和首周票房纪录。最终累计5.63亿。
对于该片的评价，观众呈现两极分化的趋势。喜欢《大鱼海棠》的观众称赞其画风华美、中国风浓郁；不喜欢该片的观众的则批评其剧情狗血，甚至毫不客气称导演拍了一部青春片。
在豆瓣电影，该影片上映之初得分8.0，之后随着时间的推移暴跌至6.8。相比较国内两极化的评价，该片在欧美收获不错的评价。《大鱼海棠》在烂番茄根据32篇影评得到91%的“新鲜度”，平均得分7.2。在metacritic，该影片的评分为72。

## 奖项
第53屆金馬獎
- 提名—最佳电影原创歌曲：《湫兮如风》（词：梁旋 /曲：吉田洁 /唱：徐佳莹）

第十七届音乐风云榜
- 获奖—年度最佳电影歌曲奖：《大鱼》（作词：尹約，作曲、编曲：钱雷，主唱：周深）[23]

更多奖项参见歌曲《大鱼》获得的奖项一览
IMDb列出的电影《大鱼海棠》获得的三个奖项和八个提名
《大鱼海棠》电影原声大碟获得2016年阿比鹿音乐奖最受欢迎原声唱片奖。
第15届布达佩斯国际动画电影节
- 最佳动画长片奖[27]